# Phare avant d'Abruka
Le phare avant d'Abruka (en estonien : Abruka alemine Tulepaak) est un feu situé sur l'île d'Abruka, au sud de la grande île de Saaremaa, appartenant à la commune de Kaarma dans le comté de Saare, en Estonie. Il fonctionne conjointement avec le phare arrière d'Abruka situé à 670 m derrière lui, dans les terres.
Il est géré par l'Administration maritime estonienne,.

## Histoire
La balise originale d'Abruka a été construite en 1897. En 1923 Cette année, il a été remplacé. Dans les années 1970, son feu directionnel a été électrifié.
En 1998, une nouvelle balise lumineuse en acier inoxydable d'environ 15 tonnes a été installée sur le bord du littoral.

## Description
Le phare  est un  poteau circulaire métallique de 21 mètres de haut, avec une lanterne au sommet. Il porte un marquage de jour en blanc et rouge. Son feu isophase émet, à une hauteur focale de 22 mètres, un bref éclat blanc chaque seconde. Sa portée nominale est de 8 milles nautiques (environ 15 km).
Identifiant : ARLHS : EST-0601 ; EVA-971 - Amirauté : C-3616 - NGA : 12659 .

## Caractéristique dufeu maritime
Fréquence : 1 seconde (W)
- Lumière : 0,5 seconde
- Obscurité : 0,5 seconde

|                             |
| Île Saaremaa (localisation) |

### Lien connexe
- Liste des phares d'Estonie